# Jungermanniidae

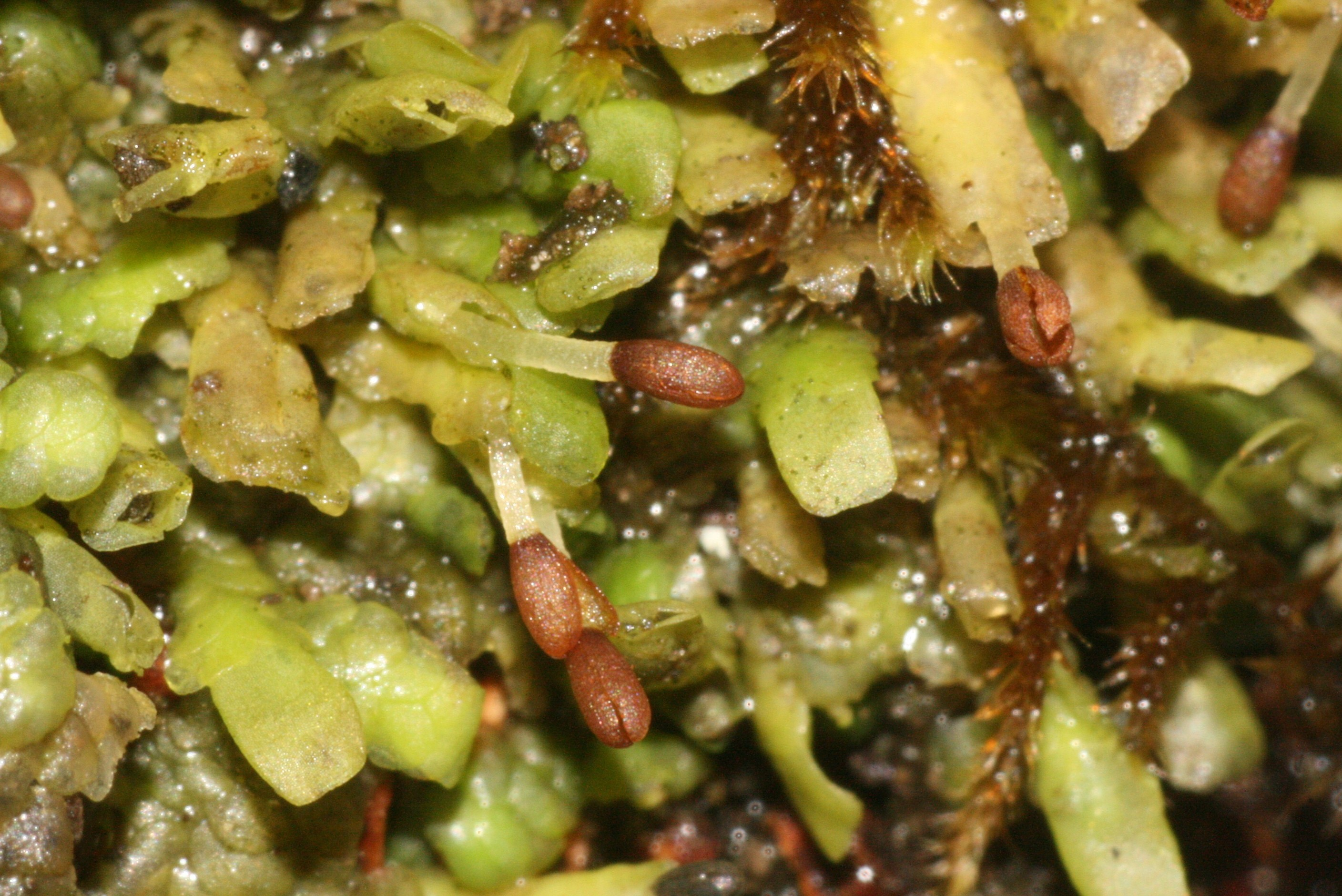
Espécimes de Radula complanata com esporofitos.

Jungermanniidae é uma subclasse de hepáticas da classe Jungermanniopsida que constitui o maior agrupamento taxonómico entre as Marchantiophyta. Os membros deste táxon distinguem-se das restantes hepáticas por apresentarem delgadas "folhas" (filídios) semelhantes a abas rodeando o "caule". A maioria das hepáticas não apresenta formações semelhantes a folhas.

## Famílias
A subclasse Jungermanniidae inclui as seguintes famílias:
- Acrobolbaceae
- Adelanthaceae
- Antheliaceae
- Arnelliaceae
- Balantiopsidaceae
- Blepharidophyllaceae
- Brevianthaceae
- Bryopteridaceae
- Calypogeiaceae
- Cephaloziaceae
- Cephaloziellaceae
- Chonecoleaceae
- Delavayellaceae
- Frullaniaceae
- Geocalycaceae
- Goebeliellaceae
- Grolleaceae
- Gymnomitriaceae
- Gyrothyraceae
- Herbertaceae
- Herzogianthaceae
- Jackiellaceae
- Jamesoniellaceae
- Jubulaceae
- Jubulopsidaceae
- Jungermanniaceae
- Lejeuneaceae
- Lepicoleaceae
- Lepidolaenaceae
- Lepidoziaceae
- Lophocoleaceae
- Mastigophoraceae
- Myliaceae
- Neotrichocoleaceae
- Perssoniellaceae
- Phycolepidoziaceae
- Plagiochilaceae
- Pleuroziaceae
- Porellaceae
- Pseudolepicoleaceae
- Ptilidiaceae
- Radulaceae
- Scapaniaceae
- Schistochilaceae
- Solenostomataceae
- Trichocoleaceae
- Trichotemnomataceae
- Vetaformataceae